# 植松香
植松 香（うえまつ かおり、1978年5月8日 - ）は、日本のファッションモデル、女優である。
『セブンティーン』、『CanCam』の元専属モデル。
沖縄県出身。スプラッシュ所属。

## 出演

### テレビドラマ
- イタズラなKiss（1996年、テレビ朝日） - 3年F組のクラスメイト 役
- ガラスの仮面（1997年、テレビ朝日） - 青木麗 役
- ガラスの仮面2（1998年、テレビ朝日） - 青木麗 役

### 映画
- 桃尻娘 －コギャルの法則－（1996年） - 主演・玲奈 役[1]

### CM
- ロート製薬「メンソレータムスーパーサンプレイ」（1996年）